# 反帝國主義
反帝國主義嚴格而言是指反對任何帝國主義和殖民主义形式的運動，而廣義上也反對侵略戰爭，尤其是對拥有不同文化，且非鄰近國家之間的侵犯。起源於19世紀後期與20世紀初期對於歐洲勢力擴張的反抗。是20世紀亞洲與非洲國家逐漸脫離殖民統治時所盛行的政治思想之一。而較為晚近的當代，全球化也被部分的反帝國主義者看作是一種帝國主義，進而成為反帝國主義的主要反抗對象，導致反全球化運動誕生。除此之外，當代的一些軍事衝突也是反帝國主義者的抗爭目標。

## 历史
作为一种自发的政治运动，反帝国主义源于十九世纪末至二十世纪早期的欧洲，为表达对当时欧洲殖民帝国的势力不停扩张的不满。有趣的是，反帝国主义运动正由于殖民大国如英、法两国因二战导致国力衰弱，难以维持其殖民帝国遂鼓励殖民地独立，以及共产主义阵营的背后支持而将反帝国主义运动推上高潮。在二十世纪中期之后民族解放运动在世界上已经成形，这些民主解放运动和他们的反帝国主义的主张推动着二十世纪五十年代到六十年代的世界反殖民的进程。最具代表性的便是亚洲和非洲摆脱西方殖民统治而独立的历程。如中国的五四运动，安哥拉独立运动，阿尔及利亚独立战争，菲律宾独立运动。
在那之后不久，现代全球化进程的开始，许多原反帝国主义者认为这将是帝国主义的新的表现形式，即后殖民主义。只不过与以前殖民帝国用武力征服相比，现在发达国家利用和平方式的强大经济实力侵蚀并压制发展中国家，掠夺廉价原料及劳动力，并向该些国家倾销商品，打压工业发展，扶持买办政权。以达到经济殖民的目的，如法国对西非和中非，俄罗斯对中亚，美国对美洲等国，中国对东南亚等国的经济殖民行动。因此，反帝国主义者开始将视线集中到反全球化的运动，而当代反全球化运动中的参与者有不少带有反帝国主义的影子。

## 外部連結
- Imperialism: The Highest Stage of Capitalism by V.I. Lenin（页面存档备份，存于）

## 延伸閱讀
- Anti-Imperialism: A Guide for the Movement, Tariq Ali, George Monbiot, Tony Benn, Louise Christian et al, ISBN 1-898876-96-7.